# Susan Eloise Hinton
Susan Eloise Hinton (Tulsa, Oklahoma, 22 de julio de 1948) es una escritora estadounidense de literatura juvenil e infantil.

## Carrera
Estudió en el instituto Will Rogers, en Tulsa. Escribió profundamente durante su adolescencia ante la incapacidad de encontrar libros que realmente le gustaran en las bibliotecas de su ciudad natal. Con dieciocho años de edad publicó en 1967 su primera novela, Rebeldes (título original: The Outsiders), que obtuvo un gran éxito de crítica y público y fue traducida rápidamente a varios idiomas, vendiendo en total más de nueve millones de ejemplares en un solo mes. En 1975 publicó su segunda obra narrativa, La ley de la calle (título original: Rumble Fish). Ambas novelas fueron adaptadas al cine por el director Francis Ford Coppola en un mismo año, en 1983. La primera se distribuyó en los países hispanohablantes bien con su título original en inglés o bien como Rebeldes; la segunda, como La ley de la calle.
Una vez publicado, The Outsiders le dio mucha publicidad y fama, y también mucha presión. Tuvo un bloqueo creativo de tres años de duración. Su novio, al ver que se había enfermado de estar deprimida todo el tiempo, finalmente rompió este bloqueo. Le hacía escribir dos páginas al día si quería ir a cualquier parte. Esto, finalmente, condujo a That Was Then... This Is Now, publicada en 1971 (Esto ya es otra historia, traducción de Javier Lacruz).
Muy pronto abandonó su carrera para casarse. Viajó por España con su marido y regresó a Estados Unidos con él cuando este obtuvo una plaza de profesor en California. 
Susan Hinton ha publicado más novelas juveniles con similar temática y ambiente. Entre ellas, destacan That Was Then... This Is Now, adaptada al cine por el actor y guionista Emilio Estévez y dirigida por Christopher Cain; Tex, 1979 (Tex); y Taming the Star Runner, 1988 (Domando al campeón). Entre sus obras posteriores, enmarcadas dentro de la fantasía juvenil y adulta, destacan Hawkes Harbor (2004).